# Edward German
 (mai 2020).
Si vous disposez d'ouvrages ou d'articles de référence ou si vous connaissez des sites web de qualité traitant du thème abordé ici, merci de compléter l'article en donnant les références utiles à sa vérifiabilité et en les liant à la section « Notes et références ».
Sir Edward German, né le 17 février 1862 à Whitchurch, dans le Shropshire et décédé à Londres le 11 novembre 1936 est un musicien et compositeur d'origine galloise, connu pour sa vaste production de musique de scène et comme successeur d'Arthur Sullivan dans le domaine de l'opéra comique anglais.
Dans sa jeunesse, German joue du violon et dirige l'orchestre de sa ville natale. Il commence également à composer de la musique. Il se produit comme violoniste et enseigne le violon à l'Académie royale de musique. Sa véritable carrière de compositeur commence au milieu des années 1880. Il écrit de la musique sérieuse et des opérettes. En 1888, il devient directeur musical du Globe Theatre à Londres. Il compose des musiques de scène pour de nombreuses productions dans ce théâtre mais également pour d'autres théâtres de Londres, dont Richard III (1889), Henry VIII (1892) et Nell Gwynn (1900). Il écrit des symphonies, des suites d'orchestre, des poèmes symphoniques, etc. Il écrit aussi un nombre considérable de chansons et de la musique pour piano, ainsi que des suites symphoniques et autres musiques de concert, dont sa célèbre Welsh Rhapsody (1904).
German est engagé pour terminer The Emerald Isle après la mort d'Arthur Sullivan en 1900. Le succès obtenu le conduit à composer plusieurs opéras-comiques, dont les très populaires Merrie England (1902) et Tom Jones (1907). En 1903, il met en musique le Just So Songs de Rudyard Kipling et a continue à écrire de la musique orchestrale. Il est anobli en 1928.

## Biographie
De son vrai nom German Edward Jones, Edward German est né à Whitchurch, Shropshire, en Angleterre. Il est le deuxième de cinq enfants. Il est l'aîné des deux fils de John David Jones, un marchand de liqueur, brasseur, mais aussi organiste et prédicateur laïc à la chapelle de la Congrégation locale, et d’Élisabeth (Betsy) Cox (décédée en 1901), professeur de classes bibliques pour les jeunes femmes. Son prénom est une forme anglicisée du nom gallois Garmon. Ses parents l'appelle Jim. Il commence à étudier le piano et l'orgue avec son père dès l'âge de cinq ans. À six ans, il crée un orchestre d'harmonie de garçons et donne des concerts locaux. Il y enseigne lui-même le violon, la composition et l'harmonie. Plus tard, il chante la voix d'alto dans la chorale de l'église et participe à des spectacles familiaux au-dessus de l'épicerie de son oncle, jouant souvent des duos de piano et des sketches comiques avec sa sœur aînée Ruth, qui mourra quand il avait 15 ans. Il écrit également des poèmes comiques. Ses jeunes sœurs sont Mabel et Rachel.
Dans son adolescence, ses parents le placent comme apprenti dans une entreprise de construction navale, car ils pensent que leur fils a une aptitude pour l'ingénierie. Ses études dans un pensionnat à Chester sont retardées par une maladie grave. À sa guérison, il est trop âgé pour commencer un apprentissage. Dans son adolescence, il crée un quintette où il tient la partie de violon, sa sœur au piano ou à la contrebasse et trois amis de la famille. C'est lui qui effectue les arrangements pour cet ensemble. Il dirige l'orchestre de la ville, fait du théâtre en amateur et chante des chansons comiques dans les salles de village.

## The Royal Academy of Music
À 18 ans, après des  cours privés avec Cecil Walter Hay, de Shrewsbury, chef de la chorale de Whitchurch, German entre à la Royal Academy of Music, où il change son nom en J.E. German (et plus tard tout simplement en Edward German) pour éviter une confusion avec un autre étudiant du nom d'Edward Jones. Il poursuit ses études de violon et d'orgue, et commence l'étude approfondie de la composition avec Ebenezer Prout. Nombre de ses compositions sont jouées lors des concerts de l'Académie.
En 1884, l'Académie le nomme professeur-assistant de violon. Il remporte plusieurs médailles et des prix tels que le Tubbs bow pour sa virtuosité au violon. En 1885, il reçoit la médaille Charles Lucas pour son Te Deum pour solistes, chœur et orgue. Cette récompense l'encourage à se concentrer davantage à la composition. Il écrit rapidement une opérette, The Two Poets (pour quatre solistes et piano) créée en 1886 à l'Académie puis montée à la Salle Saint-Georges. En 1887, sa première symphonie, en mi mineur, est interprétée à l'Académie. En 1890, il dirige une version révisée de cette symphonie au Crystal Palace. The Two Poets est accueilli avec grand succès dans toute l'Angleterre.
Pendant son séjour à l'Académie royale, German enseigne à la Wimbledon School et joue du violon dans des orchestres de théâtre, y compris au Savoy Theatre. Il visite l'Allemagne en 1886, 1888 à 1889 et est impressionné par ses opéras, particulièrement à Bayreuth. Parmi ses amies proches à l'Académie on compte Dora Bright et Ethel Mary Boyce (1863–1936) avec qui il se fiance. Elle est aussi étudiante en composition et remporte la bourse Lady Goldsmid en 1885, le Prix Bennett Sterndale en 1886 et la Médaille Charles Lucas en 1889. Bien que les fiançailles sont rompues, ils restent amis. German ne s'est jamais marié.

## Musique de scène et orchestrale
Après avoir quitté l'Académie, German continue à enseigner à la Wimbledon School et jouer du violon au théâtre. En 1888, avec une recommandation du chef Alberto Randegger, il est engagé par Richard Mansfield comme chef d'orchestre et directeur musical du Globe Theatre de Londres. Il y améliore la qualité de l'orchestre et commence à fournir des musiques de scène pour des productions somptueuses comme Richard III en 1889. Cette musique est bien accueillie (The Times commande une suite de concert), et l'ouverture devient vite populaire dans les salles de concert. Il reçoit d'autres commandes de musique de scène qui obtiennent un franc succès. En 1892, German compose la musique pour une production d'Henry Irving de Henry VIII au Lyceum Theatre de Londres. Il y incorpore des éléments de la musique de danse traditionnelle anglaise. En un an, il vend  30 000 exemplaires de la partition. Il est très sollicité pour composer  de la musique pour le théâtre : The Tempter d'Henry Arthur Jones en 1893, Romeo and Juliet de Johnston Forbes-Robertson'en 1895, As You Like It d'Herbert Beerbohm en 1896, et Much Ado about Nothing en 1898.
Pendant ce temps, German écrit de la musique de concert, en adaptant parfois la musique de ses partitions théâtrales. Sa Suite Gypsy rencontre un succès similaire à celui de son ouverture Richard III et ses danses pour Henry VIII. On peut qualifier son style de Old English. Il écrit un certain nombre de chansons populaires et des pièces pour piano. Le succès de sa musique de scène et de concert lui vaut d'obtenir des commandes pour des festivals de musique, par exemple sa deuxième symphonie pour le Festival de Norwich en 1893. Le jeune critique  George Bernard Shaw, lui reproche t'intégrer sa musique pour le théâtre dans ses œuvres symphonique. German, piqué au vif, n'écrira plus de symphonies. Il compose toutefois des « suites symphoniques » en quatre mouvements. Ses œuvres orchestrales sont au programme du festival de Leeds en 1895, The Seasons à Norwich en 1899, et un poème symphonique, Hamlet, à Birmingham en 1897, dirigé par Hans Richter. Il a en projet un concerto pour violon pour le Festival de Leeds 1901, mais il ne sera jamais achevé. En 1902, il compose une rhapsodie sur des thèmes de marche pour le festival de Brighton.

## Les opéras-comiques
Bien que German a peu d'expérience dans l'opéra ou la musique chorale, l’impresario Richard D'Oyly Carte l'invite à terminer The Emerald Isle d'Arthur Sullivan (décédé en 1900) pour le Savoy Theatre. Il accepte, laissant de côté le concerto pour violon commandé par le festival de Leeds. Le succès de cette partition lui ouvre une nouvelle carrière. En 1902, il compose un autre opéra-comique, Merrie England, avec Basil Hood, le librettiste de The Emerald Isle. Ce sera peut-être le plus grand succès de German, y compris sa musique de ballet, très populaire. Cette opérette devient la norme en Grande-Bretagne, et plusieurs de ses chansons, dont The English Rose, O Peaceful England et The Yeomen of England sont populaires jusqu'au milieu du XXe siècle. Merrie England est régulièrement jouée avec succès par des troupes d'amateurs en Angleterre au point qu'elle y est probablement l'opérette la plus représentée au XXe siècle.
German et Hood collaborent à nouveau en 1903 pour écrire A Princess of Kensington. C'est un échec malgré quelques courtes tournées et une production à New York. German se tourne alors vers d'autres activités. En 1903, il met en musique des textes de Rudyard Kipling, y compris les douze chansons du livre Just so stories sous le titre Just So Songs. Il reçoit de nombreuses commandes pour orchestre, comme sa Rhapsodie galloise pour le festival de Cardiff de 1904, citant la célèbre marche The men of Harlech.
En 1907, German se remet à l’opéra-comique avec Tom Jones pour l'Apollo Theatre de Londres, produit par Robert Courtneidge pour le bicentenaire d'Henry Fielding. Il s'agit d'une de ses meilleures partitions, qu'il dirige entre autres à New York. Il collabore ensuite, mais sans succès, avec William S. Gilbert pour Fallen Fairies, au Savoy, en 1909. Avec l'accord de German, Gilbert impose sa protégée, Nancy McIntosh, comme la reine des fées, Selene. La critique est mauvaise et le producteur du spectacle, CH Workman, remplace McIntosh par Amy Evans et exige la reprise d'une chanson que Gilbert a coupée pendant les répétitions. Gilbert, furieux, menace d'intenter un procès, en exigeant que German se joigne à lui. Voulant éviter des batailles juridiques, il refuse. En maintenant la tradition « Savoy » de l'opéra-comique, German écrit des œuvres dans le goût du public au détriment de la qualité musicale.

## Dernières années
Après l'échec de Fallen Fairie, German n'écrit plus guère de nouvelles compositions, hormis quelques œuvres une marche et un hymne pour le couronnement du roi George V (1911) ; son Theme and Six Diversions (1919), et son ultime composition, son poème symphonique The Willow Song (1922), inspiré d'Othello. En 1911, il est le premier compositeur à écrire de la musique pour un film britannique, pour la scène du couronnement reconstituée d'Henry VIII.
Sa correspondance montre qu'il se sentait à l'aise avec l'évolution des styles musicaux, comme le jazz et la musique classique moderne. Il regrette, comme Sullivan, que sa popularité provient surtout de ses opéras-comiques. Perfectionniste, German revoie continuellement ses œuvres et exige de nouvelles modalités de publication. Il enregistre certaines d'entre elles et encourage leur diffusion à la radio.
À partir de 1886, German habite dans la Hall Road, à Maida Vale, non loin du stade de cricket du Lord's. Il est un fervent passionné de ce jeu. Il vit une vie tranquille, pratiquant la marche, le vélo et la pêche et fréquentant les théâtres. Il devient l'ami de Sir Edward Elgar. Il est blessé dans un accident de la route au cours de la Première Guerre mondiale, mais, conducteur apprécié, il accepte de nombreux engagements jusqu'à ce qu'il perd l’œil droit à la suite d'une affection oculaire en 1928. Il est le premier chef d'orchestre britannique invité par Dan Godfrey à diriger sa propre musique à Bournemouth. À partir de 1916, il enregistre la musique de Merrie England et Theme and Six Diversions.
Apprécié par ses collègues, dont Elgar, Sir Alexander Mackenzie, Sir Hugh Allen, Landon Ronald et Lord Berners, German est anobli en 1928. En 1934, il reçoit la plus haute distinction de la Royal Philharmonic Society, sa médaille d'or, remise par Sir Thomas Beecham.
German a vécu assez longtemps pour assister à la baisse de popularité de ses œuvres orchestrales. Une note trouvée après sa mort porte ce message poignant : « Je meurs en homme déçu parce que mes œuvres orchestrales sérieuses n'ont pas été reconnus ». Cependant, ses plus célèbres œuvres orchestrales sont encore jouées de temps en temps et ses opéras-comiques Merrie Engalnd et Tom Jones sont régulièrement produits, au moins par des compagnies d'amateurs. Tom Jones a fait l'objet d'un enregistrement intégral par la firme Naxos en 2009.
German décède d'un cancer de la prostate à son domicile de Maida Vale, à Londres, à l'âge de 74 ans. Il est incinéré au crématorium de Golders Green. Ses cendres reposent dans le cimetière de sa ville natale, Whitchurch, dans le Shropshire.

## Analyse
Le musicologue David Russell Hulme met en évidence les influences dans la musique de German, il y décèle « même des rappels occasionnels de Tchaïkovski mais paradoxalement il était, comme Elgar, stylistiquement cosmopolite, mais écrivant de la musique typiquement anglaise ». Hulme observe également que s'il est considéré comme le successeur de Sullivan, la musique de German est très différent dans le style, et ses ballades lyriques montrent en particulier « une chaleur romantique qui apporte une note nouvelle dans l'opérette britannique ». The Times ajoute que German a été si souvent regardé comme le successeur de Sullivan que ses contemporains n'ont pas remarqué qu'il était en fait « un artiste de génie ».
Beaucoup de ses collègues, comme Edward Elgar ou John Barbirolli, considèrent son œuvre de la plus haute qualité. La firme Naxos produit des enregistrements notamment dirigés par Hulme qui écrit que « la musique orchestrale de German ne mérite certainement pas l'oubli qu'elle a subi, car elle a encore beaucoup à offrir au public moderne».

## Œuvres principales
| - The Two Poets (1886), later revised as The Rival Poets (1901) - The Emerald Isle (1901, achèvement d'un opéra d'Arthur Sullivan) - Merrie England (1902) - A Princess of Kensington (1903) - Tom Jones (1907) - Fallen Fairies (1909) - Richard III (1889) - Henry VIII (1892) - The Tempter (1893) - Romeo and Juliet (1893) - Michael and his Lost Angel (1896) - As You Like It (1896) - Much Ado about Nothing (1898) - English Nell (1900), connu plus tard sous le titre Nell Gwyn - The Conqueror (1905) - The Guitar (1883) - Bolero (1883) - Symphony No 1 in E minor (1887) - March Solennelle (1891) - On German Airs (1891) - Gipsy Suite (1892) - Symphony No 2 (« Norwich ») in A minor (1893) - Symphonic Suite in D minor (« Leeds ») (1895) - In Commemoration (1897) - Hamlet (1897) - The Seasons (1899) - Welsh Rhapsody (1904) - Coronation March (1911) - The Irish Guards (1918) - Theme and Six Diversions (1919) - The Willow Song (1922) - Cloverley Suite (1934) - Te Deum in F (1885) - The Chase (1886) - Antigone (c 1887) - O Lovely May (1894) - Who is Sylvia ? (1894) - Banks of the Bann (1899) - Just So Songs (d'abord écrit pour voix seule, harmonisé par le compositeur, 1916–1933) - Canada Patriotic Hymn (1904) - O Peaceful Night (1904) - Introit: Bread of Heaven (1908) - Grace: Non Nobis Domine (1911) - Pure as the Air (1911) - The Three Knights (1911) - Beauteous Morn (1912) - In Praise of Neptune (1912) - My Bonnie Lass (1912) - Sleeping (1912) - Sweet Day So Cool (1912) - Morning Hymn (1912) - Intercessory Hymn: Father Omnipotent (1915) - London Town (1920) - Rolling Down to Rio | - All Friends Around the Wrekin: A Song of Shropshire - Big Steamers - Have You News of My Boy Jack ? (1916) - Charming Chloe - Cupid at the Ferry - Love the Pedlar - Sea Lullaby - Heigh Ho - Bird of Blue - Glorious Devon - Who'll Buy My Lavender ? - Recompense - Suite for Pianoforte: "Impromptu", "Valse Caprice", "Bourrée", "Elegy", "Mazurka", "Tarantella" (1889) - Four Pianoforte Duets (1890) - Graceful Dance in F (1891) - Polish Dance (1891) - Valse in A Flat (1891) - Album Leaf (1892) - Intermezzo in A Minor (1892) - Valsette pour Piano (1892) - Minuet in G (1893) - Second Impromptu (1894) - Concert Study in A Flat (1894) - Gipsy Suite: Four Characteristic Dances -duet- (1895) - Melody in E Flat (1895) - Suite for Four Hands (1896) - "Columbine" Air de Ballet (1898) - Abendlied "Evensong" (1900) - Melody in E. "The Queen's Carol" (1905) - Nocturne (1882) - Chanson d'Amour (1880) - Barcarolle (1880) - Album Leaf (1880) - Sprites' Dance (1880) - Bolero (1883) - Scotch Sketch for 2 Violins and Pianoforte (1890) - Moto Perpetuo Pour Violin Accompagnement de Piano (1890) - Souvenir for Violin and Pianoforte (1896) - Song without Words (1898) - Three Sketches: "Valsette", "Souvenir", "Bolero" (1897) - Saltarelle (pour instruments à vent) (1889) - Pastorale and Bourrée (pour instruments à vent) (1891) - Suite: Three Pieces (pour instruments à vent) (1892) - Andante and Tarantella (pour instruments à vent) (1892) - Romance (pour instruments à vent) (1892) - Intermezzo (fpour instruments à vent) (1894) - Early One Morning (for woodwinds) (1900) - Trio en Ré pour violon, violonceclle et piano (c. 1883) - Serenade (pour orchestre de chambre) (1890) - Andante in B Flat (pour orgue) (1880) |

## L'Edward German Festival
Le premier Edward German Festival a lieu en 2006 dans sa ville natale, Whitchurch. On y entend des œuvres interprétées par le directeur du festival, le violoncelliste Julian Lloyd Webber, dont une version de concert de Merrie England. Un deuxième festival a lieu les 23 et 28 avril 2009, parrainé par les Friends of Whitchurch Heritage. Le programme comprend une version de concert Tom Jones, qui venait d'être enregistré par Naxos et une adaptation pour les enfants de Merrie England. On a pu y entendre la clarinettiste Emma Johnson, le musicologue David Russell Hulme et le Hallé Orchestra.